# Ceratophrys testudo
Ceratophrys testudo е вид жаба от семейство Ceratophryidae.

## Разпространение
Видът е разпространен в Еквадор.